# Graniczna Placówka Kontrolna Bezledy
Graniczna Placówka Kontrolna Bartoszyce/Bezledy:
1. pododdział Wojsk Ochrony Pogranicza pełniący służbę na przejściu granicznym.
2. graniczna jednostka organizacyjna polskiej straży granicznej pełniący służbę na przejściu granicznym i realizująca zadania w ochronie granicy państwowej.

## Formowanie i zmiany organizacyjne
Sformowania w 1946 jako kolejowe PPK Bartoszyce kategorii C o etacie nr 7/12.
Przeformowana na etat 7/53 kategorii C i przemianowana na Graniczną Placówkę Kontrolną Ochrony Pogranicza Bartoszyce.
W 1948 pododdział przekazany został do Ministerstwa Bezpieczeństwa Publicznego.
W 1950 przeformowana na kolejowe GPK o etacie nr 096/26.
W 1952 placówka włączona została w etat 352/9 19 Brygady WOP.
W 1976 rozformowano 19 Kętrzyński Oddział WOP. Placówkę podporządkowano Kaszubskiej Brygadzie WOP.
Po rozwiązaniu w 1991 Wojsk Ochrony Pogranicza, utworzona Graniczna placówka Kontrolna w Bartoszycach weszła w podporządkowanie Warmińsko-Mazurskiego Oddziału Straży Granicznej. Zajmowała pomieszczenia budynku przy „elewatorach” przy ul. Bema. W dniu 15.07.1993 dokonano formalnego przeniesienia GPK SG z Bartoszyc do Bezled, choć praktycznie już od 1992 komendant wraz z kadrą kierowniczą przebywał w pomieszczeniach drogowego przejścia granicznego w Bezledach. Z dniem 14.10.2002 Strażnica SG Bartoszyce została skreślona, a ochraniany przez nią odcinek granicy państwowej, budynki, sprzęt włączono do Granicznej Placówki Kontrolnej SG w Bezledach. Do Bezled przeszła też większa część funkcjonariuszy.
24 sierpnia 2005 funkcjonującą dotychczas GPK w Bezledach przemianowano na placówkę Straży Granicznej.

## Przejścia graniczne

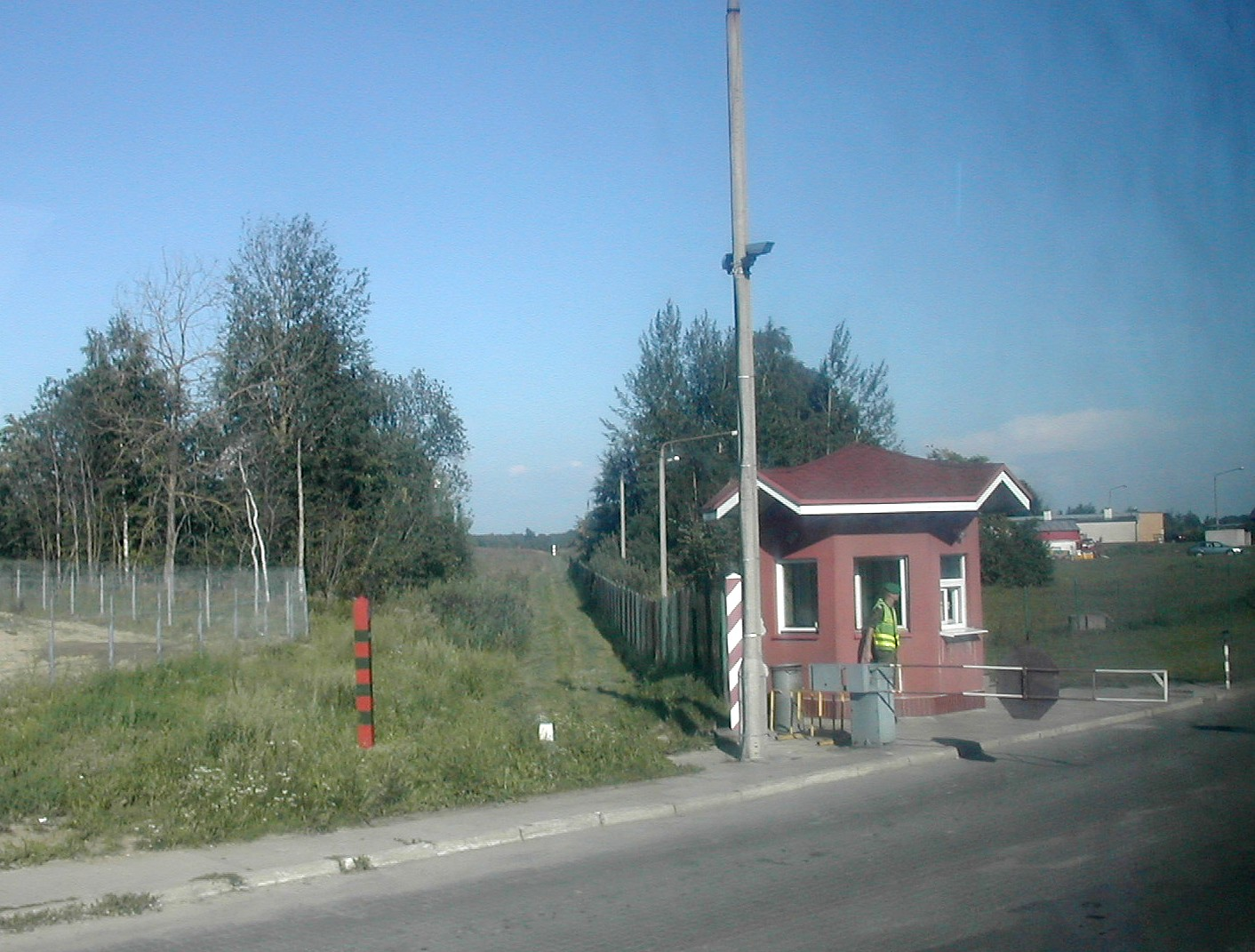
Przejście graniczne Bezledy-Bagrationowsk w 2003

Pod Graniczną Placówkę Kontrolną SG w Bartoszycach podlegało:
- kolejowe przejście graniczne Głomno-Bagrationowsk

przeznaczone do ruchu towarowego
- drogowe przejście graniczne Bezledy-Bagrationowsk

obsługujące obywateli RP i FR przekraczających granicę państwową w ramach małego ruchu granicznego i służbowego.
- lotnicze przejście graniczne w Szymanach

ostatnie 2 samoloty odprawiono w styczniu 2004
- kolejowe przejście graniczne w Skandawie

zostało włączone w strukturę GPK SG w Bezledach z dniem 1.12.1999 po rozformowaniu GPK SG w Skandawie. Ze względów organizacyjnych i ekonomicznych kontrolerzy wyznaczeni do służby w Skandawie stawiali się na odprawę do strażnicy SG w Barcianach, która przejęła planowanie i organizowanie służb. Kolejowe przejście graniczne pozostawało w jurysdykcji PSG W Bezledach do 31.08.2007, a następnie podporządkowano pod PSG w Barcianach.

## Ochrona granicy
Po wchłonięciu strażnicy SG w Bartoszycach z dniem 15.12.2002 zachodni odcinek ochranianej granicy państwowej sięgał do znaku granicznego 2305. Zmiana nastąpiła po połączeniu strażnic SG w Górowie Iławeckim iŚwiadkach Iławeckich. Wówczas odcinek zwiększył się w kierunku zachodnim do znaku granicznego 2314 o 3,64 km i w całości wynosi 18,71 km.
Od zachodu GPK SG w Bezledach graniczyła ze strażnicą SG W Górowie Iławeckim, a od wschodu ze strażnicą SG w Sępopolu.

## Dowódcy/komendanci placówki
- por. Czesław Ferenc (?-1947) (był 10.1946)[f].
- por. Wiktor Dojlido (1948-?)
- ppor. Wacław Wierzbiński (był w 1951)
- ppor. Tadeusz Biegański (1952)

---
- kpt. SG krzysztof Bieliński (10.05.1991 – 30.04.1992)
- p.o. por. SG Dariusz Galek (15.12.1992 – 20.12.1994)
- p.o. por.SG Stanisław Kręcisz (27.12.1994 – 28.08.1995)
- p.o. ppor. SG Krzysztof Zimoń (1.07.1995 – 30.10.1995)
- mjr SG Zbigniew Kłeban (1.11.1995 – 31.05.2000)
- płk SG Mieczysław żurawa (1.08.2000 – 30.08.2002)
- kpt. SG Mariusz Haraf (1.07.2002 do przemianowania)[9]